# Ē
Ē, ē は、Eにマクロンを付した文字である。日本語のローマ字、中国語のピン音、ラトビア語、ポリネシア諸語のマオリ語で使われる。主に[e]や[ε]の長音を示す。

## 日本語での使用
日本語のローマ字では「え」の音の長音および、「え」の音の連続を示す。「エ段 + イ」でカナ表記されるものは、カナ表記どおり「ei」で表す。
長音で表す場合[è̞ː]の発音であり、「えい」の音の連続の場合は[è̞i]、「え」の音の連続の場合は[è̞è̞]である。
例：
BĒKON（ベーコン）、KĒTAI（ケータイ）
子音との組み合わせ
- Ē、KĒ、SĒ、TĒ、NĒ、HĒ、MĒ、YĒ、RĒ、WĒ、GĒ、ZĒ、DĒ、BĒ、PĒ、VĒ、SHĒ、CHĒ、JĒ、FĒ

## 日本語以外での使用
中国語では第一声（陰平）を示す。
ラトビア語では[εː]または[æː]の発音を表す。
マオリ語では[eː]の発音を表す。

## 符号位置
| 大文字 | Unicode | JIS X 0213 | 文字参照       | 小文字 | Unicode | JIS X 0213 | 文字参照       | 備考 |
| ------ | ------- | ---------- | -------------- | ------ | ------- | ---------- | -------------- | ---- |
| Ē      | U+0112  | 1-9-88     | &#x112; &#274; | ē      | U+0113  | 1-9-93     | &#x113; &#275; |      |